# 스기타 토모카즈
스기타 토모카즈(일본어: 杉田 智和, 1980년 10월 11일 ~ )는 일본의 성우이다.

## 출연작

### TV 애니메이션
주역이나 메인캐릭터는 볼드체 표시.
1999년
- 마장기신 사이버스타(미나미 코지)

2000년
- 선녀전설 세레스 (마카게 카가미)

2001년
- X(엑스) 에쿠스(스메라기 스바루)
- 컴퓨터모험기 웹다이버(그라디온)
- 탑블레이드(세르게이)
- 학원전기 무료우(모리구치 쿄이치)
- 행복한 세상의 족제비(니시나 마나부)

2002년
- 쵸비츠(모토스와 히데키)
- 부탁해요 선생님(야마다 마사오미)
- 드래곤 드라이브(타치바나 교지)
- 7인의 나나(윌리 켐벨)
- 탑블레이드 2002(세르게이)
- 풀메탈패닉(랄 샤오핀)

2003년
- 세인트 비스트(유성의 키라)
- 이누야샤(렌코츠)
- 카레이도스타(Z리더)
- DEAR BOYS(후세 아유무)
- 바스토프 레몬(모데라토)

2004년
- 뷰티불조(에어호크)
- 보보보 보.보 보보(OVER)
- 기동전사 건담 SEED DESTINY(요우란 켄트)
- 사무라이건(와토 미츠무네)
- 몽키턴(마츠사토 시게오)

2005년
- 마법소녀 리리컬 나노하 AS(크로노 하라오운[6년후])
- 셔플!(츠치미 린)
- 파니포니대쉬(우주인 부하)
- 허니와 클로버 (마야마 다쿠미)
- 바질리스크 ~코우가인법첩~(핫토리 쿄하치로)
- 아이실드 21(마르코 레이지)
- 창성의 아쿠에리온(시리우스 드 알리사)
- 블랙라군 The Secoun Barrage(로튼)

2006년
- 마리아님이 보고 계셔(야쿠시지 아키미츠·야쿠시지 토모미츠)
- 은혼 (사카타 긴토키)
- 스즈미야 하루히의 우울(쿈)
- 카논 리메이크(아이자와 유이치)
- 허니와 클로버 2 (마야마 타쿠미)
- 엽기인걸 스나코(오다 타케나가)
- 슈퍼로봇대전 오리지널 제너레이션(브룩클린 렉필드)
- 블리치(노바)
- 블랙 라군(롯튼 더 위저드)

2007년
- 러키☆스타(스기타 점원)
- 마법소녀 리리컬 나노하 Striker'S(크로노 하라오운)
- 셔플!Memories(츠치미 린)
- 아이들의 시간(레이지)
- 보쿠라노(야무라 다이치)
- AYAKASHI(그)
- 바카노!(그라함 스펙터)
- 사랑하는 천사 안젤리크~빛나는 내일~(프란시스)
- 지구로(솔져 블루)

2008년
- 데드 프린세스(이사키 슈지)
- 마크로스 프론티어(레온 미시마)
- 백작과 요정(레이븐)
- 속 안녕 절망선생(잇큐, 아오야마)
- 어떤 마술의 금서목록(아우레올루스 이자드)
- 이브의 시간(세토로)

2009년
- 겐지 이야기 천년기 Genji(도노추조)
- 마리아 홀릭(카나에 토이치로)
- 지옥소녀 3기(나와 아키히로)
- 참 안녕 절망선생(잇큐, 아오야마)
- 스즈미야 하루히의 우울(쿈)
- 괭이갈매기 울 적에(로노웨)
- 미라클 트레인(토쵸 사키)
- 여름의 폭풍(야마시로 타케시)
- 위스컬 삐요(카토)

2010년
- 아라카와 언더 더 브릿지(별)
- 이나즈마 일레븐(에드거 발티너스)
- 누라리횬의 손자(젠)
- MM!(점장)

2011년
- SKET DANCE (우스이 카즈요시/스위치, 사카타 긴토기)
- 벨제부브 (칸자키 하지메)
- 은혼 (사카타 긴토키, 우스이 카즈요시/스위치)

2012년
- 남자 고등학생의 일상 (히데노리)
- 이누X보쿠 SS (쇼우키인 카게로우)
- 비색의 조각 (오니자키 타쿠마)
- 츠리타마 (아키라 아가르칼 야마다)
- 아르카나 파밀리아 (파체)
- 죠죠의 기묘한 모험 (죠셉 죠스타)
- 파이브레인-신의 퍼즐 2기 (피노클)

2013년
- 큐티클 탐정 이나바 (야타로우)
- 파이브레인-신의 퍼즐 3기 (피노클)
- 진격의 거인 1기 (마를로 프로이덴베르크)

2015년
- 은혼˚ (사카타 긴토키)
- 오소마츠상 (아쿠마츠)
- 나가토 유키짱의 소실(쿈)
- 진격! 거인 중학교 (마를로 프로이덴베르크)

2017년
- 바보걸 (아쿠츠 아쿠루)
- 카케구루이 (마뉴다 카에데)

2018년
- 일곱 개의 대죄 (에스카노르)
- 신칸센 변형로보 신카리온 (하야스기 호쿠토)
- 원피스 (샬롯 카타쿠리)
- 진격의 거인 3기 1쿨 (마를로 프로이덴베르크)

2019년
- 귀멸의 칼날 (히메지마 교메이)
- 진격의 거인 3기 2쿨 (마를로 프로이덴베르크)

2021년
- 무직전생 ~이세계에 갔으면 최선을 다한다~ (루데우스 그레이렛 (전생 전, 내면)

### 극장판 애니메이션
2018년
- 이별의 아침에 약속의 꽃을 장식하자(이졸)
- 극장판 일곱 개의 대죄: 천공의 포로(에스카노르)
- 고질라: 결전기동증식도시
- 극장판 K SEVEN STORIES SIDE : BLUE ~천랑과 같이~ (무나가타 레이시)
- 고질라 별을 먹는 자
- 극장판 K SEVEN STORIES SIDE R:B ~BLAZE~ (무나가타 레이시)
- 극장판 K SEVEN STORIES 4 LOST Small World ~우리 저편에~ (무나가타 레이시)

2020년
- 고블린 슬레이어: 고블린즈 크라운(리자드맨 법승)
- 귀멸의 칼날: 주합회의·나비저택 편(히메지마 교메이)
- 귀멸의 칼날: 나타구모산 편(히메지마 교메이)

2024년
- 데드데드 데몬즈 디디디디 디스트럭션(이소베얀)

2025년
- 킹 오브 프리즘 -유어 엔드리스 콜- 모두 빛나라! 프리즘 투어즈(타카다노바바 죠지)

### OVA
2005년
- 슈퍼로봇대전 OVA (브룩클린 렉필드)

마다라메 요네쿠니

### 게임
2000년
- 서몬나이트 (기브손)
- 슈퍼로봇대전α (브룩클린 렉필드, 시리우스 드 아리시아, 詩翅)

2001년
- 서몬나이트2 (기브손)
- 슈퍼로봇대전α for Dreamcast (브룩클린 렉필드, 시리우스 드 아리시아, 詩翅)

2003년
- 제2차 슈퍼로봇대전α (브룩클린 렉필드, 시리우스 드 아리시아, 詩翅)
- 쵸비츠 ~치이만의 사람~ (모토스와 히데키)
- 하신락 (타키미네 미키야) : (鉄仮面) 명의
- Maple Colors (야마다 타로, 아이젠 유키히토, 연극부원B):(鉄仮面)명의
- 서몬나이트3 (기브손)
- 슈퍼로봇대전Scramble Commander (병사외)
- 안젤리크 에트와르 (어둠의 수호성 프란시스)

2004년
- 도로로 (햐키마루)

2005년
- 토가이누의 피 (케이스케) : 何武者 명의
- Little Aid (하나무라 하지메)
- Angel's Feather 흑의 잔영·호박의 눈동자 (키무라 카오루)
- GENJI (타이라노 카게키요)
- 창성의 아쿠에리온 (시리우스 드 아리시아)
- 제3차 슈퍼로봇대전α 종언의 은하로 (브룩클린 렉필드, 시리우스 드 아리시아, 詩翅)
- 리버스 문 (가자)

2006년
- 라스트·에스코트 ~심야의 흑접 이야기~ (오미 마사토)
- 가제트 트라이얼 (미하라 소좌)
- 은혼 디에스-해결사 대소동! (사카타 긴토키)
- GENJI -카무이 주란- (타이라노 카게키요)
- 은혼 긴토키 vs 히지카타!? 카부키쵸 은구슬 대 쟁탈전!! (사카타 긴도키)
- PS2 비색의 조각 (오니자키 타쿠마)

2007년
- 하트 나라의 앨리스 ~Wonderful Wonder World~ (나이트메어)
- 카논 PSP판 (아이자와 유이치)
- VitaminX (카츠라기 긴지)
- PS2 비색의조각 ~저 하늘 아래에서~  (오니자키 타쿠마)
- BLEACH HEAT THE SOUL4 (노바)
- Panic Palette (나이나기 노리히사)
- 슈퍼로봇대전OG ORIGINAL GENERATIONS (브룩클린 렉필드, 시리우스 드 아리시아, 詩翅)
- 은혼 긴토키와 함께! 나의 카부키쵸 일기 (사카타 긴토키)
- 리젤 크로스 (유리우스)
- GALAXY ANGEL II 무한회랑의 열쇠 (솔덤 세르달)
- 은혼 해결사 튜브 츳코마블 동영상 (사카타 긴토키)
- 길티기어2 OVERTURE (그 남자)
- 은혼 은구슬 퀘스트 긴토키가 전직하거나 세계를 구하거나 (사카타 긴토키)
- 테일즈 오브 이노센스 (알베르 그란디오저, 오리피엘)
- 클로버 나라의 앨리스 ~Wonderful Wonder World~ (나이트메어 곳트샤르크)
- 슈퍼로봇대전OG 외전 (브룩클린 렉필드, 시리우스 드 아리시아, 詩翅)
- 스즈미야 하루히의 약속 (쿈)

2008년
- 스즈미야 하루히의 당황 (쿈)
- NDS 비색의조각 (오니자키 타쿠마)
- PS2 비색의조각3 창흑의 쐐기 (오니자키 타쿠마)
- 소녀적 연애혁명★러브레보 (와카츠키 류타로)
- VitaminX Evolution (카츠라기 긴지)
- 스타오션2 Second Evolution (디어스 프랙)
- 토가이누의 피 True Blood (케이스케)
- Panic Palette Portable (나이나기 노리히사)

2009년
- BLAZBLUE(라그나 더 블러드 엣지)
- PSP 비색의조각 (오니자키 타쿠마)
- Starry☆Sky~in spring~ (나나미 카나타)
- 우리들에게 날개는 없다 (DJ콘돌)

2010년
- Dear Girl ~Stories~ 히비키 히비키특훈대작전! DS (렌)
- PSP 비색의조각3 창흑의 쐐기 (오니자키 타쿠마)
- 도키메키 메모리얼 : 걸스 사이드 3rd 스토리 DS (사쿠라이 루카)
- 삼국연전기~소녀의 병법!~(三国恋戦記~乙女の兵法!~) (공명)
- METAL GEAR SOLID PEACE WALKER (카즈히라 밀러)
- 조커 나라의 앨리스 ~Wonderful Wonder World~ (나이트메어 곳트샤르크)
- 마법사와 주인님 ~New Ground~ (류크 브라운)
- 전국무쌍3 (가토 기요마사)

2011년
- 장난감 상자 나라의 앨리스 ~Wonderful Wonder World~ (나이트메어 곳트샤르크)
- PS3 비색의조각 애장판 (오니자키 타쿠마)
- NDS 비색의조각3 창흑의 쐐기 (오니자키 타쿠마)

2012년
- 슈퍼 단간론파2-안녕히 절망학원 (초고교급 사육위원 다나카 간다무)

2015년
- 이케멘 전국 (오다 노부나가)

2016년
- 세븐나이츠 (라그나 더 블러드 엣지)
- 하얀고양이 프로젝트 (이슈플)

### 라디오
2004년
- 스위트 정션

2007년
- 슈퍼로봇대전 OG 넷라디오 우마스기 WAVE

2008년
- 12인의 상냥한 암살자 SIDE R
- 가면라이더 키바 웹라디오 키바라지

2009년
- 스기타 토모카즈의 아니게라!디둥
- 스기타 토모카즈의 듀크시W아이테테WW
- 블레이 블루 라디오 블루라지

2010년
- 카즈히라 밀러의 카즈라지

### 드라마 CD
- 선녀전설 세레스 (마카게 카가미)
- 쵸비츠 (모토스와 히데키)
- 회장님은 메이드 사마! (우스이 타쿠미)
- Are you alice? (하트의 잭)

### 특촬물
- 가면라이더 키바 (키밧트 배트 3세)
- 가면라이더 가이무 (데므슈)